# Больница Биша — Клода Бернара
Больни́ца Биша́ (фр. hôpital Bichat-Claude-Bernard [opital biʃa klod bɛʁnaʁ]) — государственная больница в Париже, в 18-м городском округе по адресу: Рю-Генри-Гюшар, 46. Больница имени Мари Франсуа Ксавье Биша основана в 1881 году. Она включала в себя отделения больницы Клода-Бернара в 1970 году.

## История
Больница Биша была основана в 1881 году в честь Мари Франсуа Ксавье Биша. В 1988 году к ней была присоединена Больница Клода Бернара (фр. Hôpital Claude-Bernard), закрытая в 1970 году и расположенная неподалёку на север в XVIII округе Парижа, образовав таким образом Больницу Биша — Клода-Бернара. Больница Клода Бернара принадлежала Университету Парижа VII — Дени-Дидро, который был закрыт в 2019 году и объединён 1 января 2020 года с Университетом Париж Декарт, чтобы сформировать новый Парижский университет.